# Gorizia (provins)
Provinsen Gorizia (it. Provincia di Gorizia) er en provins i regionen Friuli-Venezia Giulia i det nordlige Italien. Gorizia er provinsens hovedby.
Der var 136.491 indbyggere ved folketællingen i 2001.

## Geografi
Provinsen Gorizia grænser til:
- i øst mod Slovenien,
- i sydøst mod provinsen Trieste,
- i syd mod Adriaterhavet og
- i vest mod provinsen Udine.

## Kommuner
- Capriva del Friuli
- Cormons
- Doberdò del Lago
- Dolegna del Collio
- Farra d'Isonzo
- Fogliano Redipuglia
- Gorizia
- Gradisca d'Isonzo
- Grado
- Mariano del Friuli
- Medea
- Monfalcone
- Moraro
- Mossa
- Romans d'Isonzo
- Ronchi dei Legionari
- Sagrado
- San Canzian d'Isonzo
- San Floriano del Collio
- San Lorenzo Isontino
- San Pier d'Isonzo
- Savogna d'Isonzo
- Staranzano
- Turriaco
- Villesse

45°56′23″N 13°37′24″Ø / 45.9398°N 13.6234°Ø